# Mesochria intermedia
Mesochria intermedia är en tvåvingeart som beskrevs av Edwards 1931. Mesochria intermedia ingår i släktet Mesochria och familjen fönstermyggor. Inga underarter finns listade i Catalogue of Life.